# Busbahnhof Las Palmas de Gran Canaria Santa Catalina
Der Busbahnhof Las Palmas de Gran Canaria Santa Catalina (span. Intercambiador Santa Catalina) ist ein unterirdischer Busbahnhof in der Inselhauptstadt Las Palmas de Gran Canaria. Er befindet sich im Stadtteil Santa Catalina und in seiner unmittelbaren Nähe befindet sich der Hafen. Er ist neben San Telmo einer von zwei Überlandbusbahnhöfen in Las Palmas de Gran Canaria.

## Lage und Aufbau
Der Busbahnhof befindet sich im Stadtteil Santa Catalina, mit direkten Anschluss zur im Stadtgebiet Las Palmas' als Stadtautobahn gebauten GC-1. In seiner Nähe befinden sich der Fährhafen, der Parque Santa Catalina, sowie das Einkaufszentrum El Muelle. Auf einer ellipsenförmigen Fläche von 152 Metern Länge * 97 Metern Breite bietet er über 20 Stellplätze für die Überlandbusse auf Gran Canaria. Der Busbahnhof ist mit einer Fußgängerfläche überbaut und besitzt in seiner Mitte einen Ausgang.

## Bedienung

### Überlandbus
Der Intercambiador Santa Catalina ist Ausgangspunkt zahlreicher Überlandbuslinien auf Gran Canaria. Betrieben werden sie von der Verkehrsgesellschaft Global<.
- 30: Las Palmas de G. C. Santa Catalina – Las Palmas G. C. San Telmo – Faro Maspalomas
- 60: Las Palmas de G. C. Santa Catalina – Las Palmas G. C. San Telmo – Aeropuerto
- 80: Las Palmas de G. C. Santa Catalina – Las Palmas G. C. San Telmo – Telde
- 301: Las Palmas de G. C. Santa Catalina – Las Palmas G. C. San Telmo – El Monte - Santa Brígida
- 317: Santa Catalina - Casa Ayala - Los Giles - La Palmas
- 319: Santa Catalina - Las Mesas
- 323: Las Palmas de G. C. Santa Catalina - San Mateo
- 327: Santa Catalina - Lomo Blanco
- 328: Plaza Manuel Becerra - Santa Catalina - Campus Universitario

### Stadtbus
Darüber hinaus kann zu folgenden Stadtbuslinien (Guaguas Municipales) an den Haltestellen Intercambiador Santa Catalina, Eduardo Benot und Parque Santa Catalina umgestiegen werden. 

#### Intercambiador Santa Catalina
Diese Stadtbuslinien verkehren im Busbahnhof:
- 12 Puerto – Intercambiador Santa Catalina – San Telmo – Hoya de La Plata
- 22 Intercambiador Santa Catalina – La Paterna
- 24 Intercambiador Santa Catalina → Hospital Dr. Negrín → La Feria → Escaleritas → Intercambiador Santa Catalina → Puerto
- 26 Intercambiador Santa Catalina – Campus Universitario
- 33 Guiniguada – Ciudad Alta – Intercambiador Santa Catalina – Puerto
- 41 Intercambiador Santa Catalina – Las Coloradas
- 44 Intercambiador Santa Catalina – Isla Perdida
- 45 Intercambiador Santa Catalina – Hoya Andrea
- 47 Tamaraceite – Intercambiador Santa Catalina – Puerto
- 81 Intercambiador Santa Catalina – Lomo de La Cruz

Nachtverkehr (Linéa Luna)
- L1 Puerto – Intercambiador Santa Catalina – San Telmo – Hoya de La Plata
- L2 Teatro – San Telmo – Intercambiador Santa Catalina

#### Parque Santa Catalina
Dieselben Stadtbuslinien bedienen oberirdisch in der Gegenrichtung die Haltestelle am Parque Santa Catalina. Darüber hinaus halten dort zusätzlich die Linien 1 und 2:
- 1 Bedienung nur in Richtung Teatro: Puerto – Parque Santa Catalina – San Telmo – Teatro
- 2 Bedienung nur in Richtung Guiniguada: Puerto – Parque Santa Catalina – Guiniguada

#### Eduardo Benot
Die Stadtbuslinien 19 und 20 beginnen/enden in der Nähe an der Haltestelle Eduardo Benot:
- 19 Santa Catalina Eduardo Benot – El Sebedal
- 20 Santa Catalina Eduardo Benot – La Isleta

## Zukunft
Seit 2008 ist auf Gran Canaria eine Eisenbahnstrecke in Planung, die auf einer Länge von 48 Kilometern Las Palmas mit Maspalomas Faro verbinden soll. Santa Catalina wäre der nördliche Endbahnhof dieser Strecke. Die Fahrzeit nach Maspalomas soll 15 Minuten betragen. Zwischen Las Palmas und Maspalomas soll sie neun weitere Zwischenstationen, darunter einen Halt am Flughafen, haben.